# Costa Favolosa (schip, 2011)
De Costa Favolosa  is een cruiseschip van Costa Crociere. Het schip werd in oktober 2007 besteld.

## Concept en constructie
De Costa Favolosa en haar zusterschip Costa Fascinosa werden besteld in oktober 2007 als onderdeel van een € 2,4 miljard kostende uitbreiding van de Costa Crociere vloot, met vijf schepen die in dienst zullen komen tussen 2009 en 2012, om het passagiersaantal te verhogen met 50%. De bouw van de Costa Favolosa heeft Costa Cruises ruim € 510 miljoen gekost. De namen van de twee schepen werden geselecteerd via een wedstrijd. In de eerste fase vroeg men aan 16.000 paren om een naam voor te stellen voor deze twee schepen. Deze namen moesten voldoen aan het idee dat de schepen bedoeld waren om 'magische en betoverende plaatsen' op te roepen. De namen van 25 paren werden genomineerd en op de website van het bedrijf gezet, waar meer dan 42.000 bezoekers konden stemmen op hun favoriet. De namen Favolosa (Italiaans voor "fabulous") en Fascinosa ("fascinerend" of "glamoureuze") werden geselecteerd als het winnende paar. De Costa Favolosa is gebaseerd op het Concordia-klasse model en is het vijftiende schip in dienst van Costa Crociere.